# Forsow
Forsow (ros. Форсов) – chutor w zachodniej Rosji, w sielsowiecie maszkinskim rejonu konyszowskiego w obwodzie kurskim.

## Geografia
Miejscowość położona jest w dorzeczu Bieliczki (lewy dopływ Swapy), 4 km od centrum administracyjnego sielsowietu (Maszkino), 16 km na północny wschód od centrum administracyjnego rejonu (Konyszowka), 64 km na północny zachód od Kurska.
W chutorze znajduje się 7 posesji.
Klimat
Miejscowość, jak i cały rejon, znajduje się w strefie klimatu kontynentalnego z łagodnym ciepłym latem i równomiernie rozłożonymi opadami rocznymi (Dfb w klasyfikacji klimatów Köppena).

## Demografia
W 2010 r. chutor zamieszkiwało 7 osób.